# محمدرضا حافظی (معمار)
محمدرضا حافظی( زاده ۱۳۳۵) معمار و طراح اهل ایران است.

## تحصیلات
حافظی در سال ۱۳۶۰ از دانشگاه شهید بهشتی موفق به کسب درجه فوق لیسانس معماری شد. او برای ادامه تحصیل به کشور انگلستان رفت و در سال ۱۳۶۸ مدرک دکترای خود در رشتهٔ معماری و علوم ساختمان را از دانشگاه لیدز دریافت کرد. طی مراسمی در تالار علامه امینی دانشگاه تهران در تیرماه سال ۱۴۰۳ ، نشان عالی دانش کشوری به وی اعطا شد. 

## حرفه
معمار و طراح پروژه‌های شاخصی از جمله برج میلاد، معمار و مسؤول تیم طراحی و اجرای برج پارسیان تهران (شهرک غرب، تهران)، مجتمع فرهنگی-اقامتی-هنری دیدی یا دیدی سنتر (ایزدشهر، مازندران)، مجتمع آینده‌ساز (محمودآباد، مازندران)، مجموعهٔ دایرةالمعارف (باغ علوم، تهران) و … است.
حافظی هم‌اکنون رئیس دانشکده معماری و شهرسازی دانشگاه شهید بهشتی است و اهم سوابق اجرایی-علمی وی به شرح زیر است:
- رئیس دانشگاه هنر تهران[۵]
- عضو هیئت علمی دانشگاه شهید بهشتی[۶]
- عضو مرکز تحقیقات ساختمان و مسکن و عضو کمیته‌های تخصصی مقررات ملی ساختمان کشور (مباحث ۴، ۱۹ و ۳)
- مشاور فنی معاون رئیس جمهور و رئیس سازمان میراث فرهنگی، صنایع دستی و گردشگری
- عضو کمیتهٔ ملی فرهنگ و میراث فرهنگی یونسکو UNESCO
- عضو شورای گسترش آموزش عالی کشور (رئیس کمیتهٔ هنر و معماری)
- عضو گروه تخصصی معماری و شهرسازی فرهنگستان هنر[۷]